# GnuCash
GnuCash — програмне забезпечення для ведення фінансової звітності, у яке включено інструмент роботи із системою подвійних записів.

## Функціональні можливості
- Подвійний запис
- Транзакції по розкладу
- Можливості по рахунку для малого бізнесу
- Імпорт OFX,QFX,QBO,QIF
- Будування діаграм та графіків
- Робота з портфелями акцій та паями
- Отримання даних про акції та паї через інтернет
- Фінансовий калькулятор

## Веб посилання
- Домашня сторінка проєкту GnuCash [Архівовано 24 липня 2008 у Wayback Machine.]

| Програмне забезпечення | Це незавершена стаття про програмне забезпечення. Ви можете допомогти проєкту, виправивши або дописавши її. |